# Bechara El-Khoury
Bechara El-Khoury (Beirut, 18 de març de 1957) és un poeta i compositor franco-libanès.
El seu debut artístic es produí molt aviat, però no va ser fins al 1969 quan començà els seus seriosos estudis musicals a Beirut, sota la direcció d'Agop Arslanian (piano, harmonia, contrapunt, fuga i anàlisi), mentre avançava en els estudis generals. Entre 1971 i 1973 publicà tres volums de poesia. El 1973 cantà al cor de l'església de Sant Elies a Antelias, prop de Beirut, per al qual va compondre obres per a cor i orquestra.
El 1979, Bechara El-Khoury anà a París per prendre classes avançades en la composició de Pierre Petit (composició i orquestració). El 1983 la companyia Erato va enregistrar dos àlbums exclusivament simfònics de música concertant de Bechara El-Khoury. Aquest enregistrament fou fet per l'Orquestra Colonne sota la direcció de Pierre Dervaux i amb el pianista americà David Lively. Aquest mateix any, Khalil Gibran Centenary va organitzar un gran concert de gala televisat en el Théâtre des Champs-Élysées de París, durant el qual l'Orchestre Colonne, amb el director Pierre Dervaux i el pianista libanès Abdel Rahman El Bacha, que interpretaren un programa complet de les obres d'El-Khoury.
El 1985 compongué la seva Simfonia op. 37 Les Ruines de Beyrouth com un memorial de la Guerra Civil libanesa del 1975. El 1996, la companyia Forlane tornà a publicar en dos CDs, l'enregistrament complet de la seva música simfonico-concertant, realitzat per David Lively, Gerard Poulet, Abdel Rahman El Hacha i l'Orchestre Colonne dirigida per Pierre Dervaux.
Aquest mateix any va escriure el primer exercici del seu sextet de violins, encarregat per Shlomo Mintz per a la seva master class, que fou filmat a Tel-Aviv i mostrat públicament el 1997 en el Carnegie Hall de Nova York.
Des del 1979 està vivint a París. Ha estat membre del jurat pels exàmens en l'École Normale Supérieure de Musique de París des de 1980. L'any 2000, Bechara El-Khoury rebé el Premi Rossini de l'Académie des Beaux-Arts (Institut de França), i el 2001 fou nomenat Cavaller de l'Ordre del Cedre del Líban. El 2002 Naxos enregistrà un CD complet dedicat a la seva música simfònica amb l'Orquestra Simfònica Nacional d'Ucraïna dirigida per Volodymyr Sirenko.
El seu catàleg inclou unes 70 obres que s'han realitzat en diversos llocs, tal com: Théâtre des Champs Elysées, Sala Pleyel, Théâtre du Châtelet, Ràdio França, Sala Cortot, Leighton House Museum, Kíev Philarmonia, El Caire Òpera House, Teatre Noga de Tel-Aviv, Israel Ràdio i la Televisió, Gran Sérail a Beirut, Museu Enescu de Bucarest, etc. I que han estat interpretats per molts conjunts, entre ells l'Orquestra Colonne, l'Orquestra Simfònica Français, l'Orquestra Filharmònica de Moscou, l'Orquestra Simfònica del Caire, i a Ucraïna l'Orquestra Simfònica Nacional.
Alguns de llurs treballs han estat encarregats per Radio France, Musique Nouvelle el llibertat, de l'Orquestra Simfònica Français, i l'École Normale de Musique. La poderosa força d'una nova veu (Dixit, Ivan de March, Gramofono, febrer de 2003).